# LAIR2
LAIR2‏ (Leukocyte associated immunoglobulin like receptor 2) هوَ بروتين يُشَفر بواسطة جين LAIR2 في الإنسان.